# حس مرافق لوني
الحس المرافق اللوني أو السمع المصاحب للألوان هو أحد أنواع الحس المرافق المنطوي على تحريض لا إرادي لتجربة اللون، والشكل والحركة عند سماع الصوت. يكون الأفراد المصابون بالسمع المصاحب للألوان واعيين بهذه الإدراكات الحسية / الارتباطات اللونية الحسية المرافقة في حياتهم اليومية. يختبر الأفراد المصابون بالحس المرافق اللوني الألوان بالإضافة إلى الأحاسيس الصوتية الطبيعية. تقدم تجربة الحس المرافق اللوني إضافات على الإدراكات الحسية الحقيقية النوعية للطريقة السيميائية دون تشويشها. كما هو الحال في أشكال الحس المرافق الأخرى، يدرك الأفراد المصابون بالسمع المصاحب للألوان هذه التجربة عفويًا، دون أي جهد منهم، باعتبارها جزءًا من مجال تجربتهم الطبيعي. يمكن تحريض الحس المرافق اللوني بواسطة التجارب الصوتية المختلفة، مثل الموسيقى، أو الوحدات الصوتية الصغرى، أو الكلام أو الأصوات اليومية.

## الأبحاث العلمية
لم تنجح الأبحاث بعد في تحديد آلية حدوث الحس المرافق اللوني. نظرًا إلى تشارك الأفراد المصابين بالحس المرافق اللوني مع الأفراد السليمين في مطابقة الأصوات على الألوان بطريقة غير اعتباطية بالإضافة إلى قدرة المهلوسات على تحريض الحس المرافق في أقل من ساعة، يشير بعض الباحثون إلى استخدام تجربة الحس المرافق مسارات موجودة بالفعل في الدماغ الطبيعي. ما يزال السبب الكامن خلف الحس المرافق غير واضح، لكن تقترح بعض الأدلة وجود استعداد وراثي للإصابة. ينتشر الحس المرافق في العائلات، على الرغم من إمكانية ظهور الحالة بشكل ذاتي التحساس في العائلة. قد يتخطى الحس المرافق أحد الأجيال. مع ذلك، يوجد عدد من حالات التوائم أحادية الزيجوت التي تشمل إصابة توأم واحد فقط بالحس المرافق دونًا عن الآخر، ما يشير بدوره إلى إمكانية وجود عوامل إضافية.
قد تعكس الاختلافات بين الأدمغة المصابة بالحس المرافق وتلك السليمة روابط صلبة مباشرة بين المناطق البصرية والسمعية أحادية النمط في الدماغ، أو قد تعكس مسارات الارتجاع من المناطق البصرية السمعية متعددة الأنماط إلى المناطق البصرية أحادية النمط الموجودة في جميع الأدمغة.

### مشاركة بعض مناطق الدماغ المحددة
بالإضافة إلى الترابط البيني المرتفع في الحس المرافق، تلعب القشرة الجدارية السفلية دورًا واضحًا خلال تجارب الحس المرافق، إذ تعمل على الأرجح كآلية ربط الإدراكات الحسية الحقيقية والمرافقة في تجربة واحدة. يتضح تنشيط الفص الجداري بشكل أكبر عند توجيه الفرد المصاب انتباهه إلى التجربة الحسية المرافقة.
تشير دراسات التصوير بالرنين المغناطيسي الوظيفي إلى دور التلم الصدغي الوظيفي في تكامل المعلومات البصرية والسمعية. تستجيب هذه المنطقة الدماغية بشكل أقوى للأزواج المتطابقة من المعلومات البصرية والحسية، مثل الكلام وحركات الشفاه المتطابقة.

### التحيز التعريفي
تحتوي المراجع العلمية على معايير تعريفية متضاربة فيما يتعلق بالحس المرافق، ما من شأنه إحداث تحيز في اختيار الأفراد المشاركين في البحث بالإضافة إلى تفسير النتائج. وُصف الحس المرافق لفترة طويلة على أنه «اندماج للحواس» أو أحد أنواع التجربة «الحسية التقاطعية»؛ مع ذلك، لا يمكن النظر إلى هذه الحالة بوصفها حسية / إدراكية حسية بحتة لدى جميع الأفراد. بينما يُعد هذا الوصف مفيدًا في توصيف هذه الحالة، ينبغي تجنب تفسيره بشكل حرفي أو استخدامه كمعيار اختيار أفراد العينة البحثية في الاختبارات العلمية.
تتمثل إحدى السمات التعريفية الأخرى للحس المرافق في ثبات الارتباطات الحسية المرافقة واتساقها بمرور الوقت. يمكن تحديد هذه السمة عمومًا من خلال مطالبة الأفراد بالإبلاغ عن أزواج الألوان مرتين، مع فترة شهور عديدة فاصلة بين الاختبار وإعادة الاختبار. يمكن وصف الاتساق على أنه سمة جوهرية للحس المرافق إذ يُعتبر اختبار الاتساق «معيارًا ذهبيًا» سلوكيًا لتحديد الحالة الحقيقية، بالإضافة إلى اختيار أفراد العينة البحثية. يخلق هذا تحيزًا دائريًا، إذ يظهر جميع الأفراد المشاركين بالبحث درجة من الثبات والاتساق بمرور الوقت نظرًا إلى وقوع الاختيار عليهم لهذا الغرض. بينما من الممكن اعتبار الاتساق، إلى حد ما، سمة مميزة للحس المرافق، يوجد مجموعة من الأفراد ممن يناسبون جميع معايير الحس المرافق، لكنهم يبلغون عن عدم اتساق في ارتباطات الحس المرافق بمرور الوقت.
تشمل إحدى السمات التعريفية المضللة الأخرى للحس المرافق التمدد المكاني للتوافقيات الحسية المرافقة، وقدرة الفرد المصاب على تحديد الموقع المكاني حيث يختبر هذه التوافقيات. في حالة السمع المصاحب للألوان، غالبًا ما يتمكن الأفراد الذي يختبرون الضوائية الملونة عند سماع الموسيقى من وصف اتجاه حركة هذه الضوائيات. بينما يختبر معظم المصابين بالحس المرافق خاصية مكانية للتجربة الحسية المرافقة، لا يبلغ آخرون عن اختبارهم مثل هذه الخاصية.
بالإضافة إلى معايير التضمين / الاستبعاد في أبحاث الحس المرافق، يلعب تحيز الإبلاغ الذاتي أيضًا دورًا محتملًا في كثير من الدراسات. يمكن لتحيز الإبلاغ الذاتي، عند وجوده، إدامة نفسه إذ تصبح الحالة محددة بواسطة تلك الحالات التي أصبحت معروفة، عوضًا عن تلك التي تبقى مخفية. يمثل هذا مشكلة هامة بسبب استبعاد العديد من الأفراد لأنفسهم على أساس عدم ملاءمتهم المعايير التعريفية الموصوفة. يلعب هذا التحيز دورًا كبيرًا لدرجة امتلاك الأفراد المصابين بالحس المرافق قدرة محدودة على تمييز تجربتهم عن تجارب الأفراد غير المصابين الآخرين.
قد يشمل أحد الحلول المحتملة لهذه المشاكل تعريف الحس المرافق على أساس عصبي. لم يُعثر بعد على مثل هذا السبب العصبي الحيوي، لكن من شأنه، في حال وجوده، تعميق فهم الظاهرة بطرق لا يطالها التعريف السلوكي.

### الحس المرافق اللوني المحرض بالأدوية
يمكن تحريض الحس المرافق اللوني بشكل عابر بواسطة العوامل الكيميائية من خلال التلاعب بالنواقل العصبية. يمكن لهذه المواد أيضًا تعديل الحس المرافق الموجود مسبقًا. تُعد الأدوية نفسية المفعول بما في ذلك «إل إس دي»، ومسكالين، وسيلوسيبين وآياهواسكا من ناهضات مستقبلات السيروتونين غير الانتقائية القادرة على إثارة حالة عفوية من الحس المرافق، وخاصة الصوت المصاحب للون.
يمثل تيوفل غوتيه أول من أبلغ عن الحس المرافق اللوني المحرض بالأدوية في عام 1845. وصف غوتيه نفسه تحت تأثير الحشيش بقوله: «تطور سمعي بشكل غير اعتيادي؛ لقد سمعت ضجيج الألوان. وصلتني أصوات الأخضر، الأحمر، الأزرق، الأصفر في موجات قابلة للتمييز تمامًا». قدّم غوتيه رسمًا لغوستاف مورو وهو يعزف البيانو، إذ صور فيه تجاربه الحسية المرافقة اللونية كخطوط من الألوان فوق الآلة.
تشير الدراسات العلمية الأخيرة، مع المنهجيات المحسنة، إلى اختلاف الحس المرافق المحرض بالأدوية اختلافًا جوهريًا عن الحس المرافق الخلقي. تعمل الأدوية نفسية المفعول على «التأثير في دفقات النقل المستمرة عوضًا عن إحداث تنشيط ناجم عن التنبيه». يمثل الحس المرافق اللوني الشكل الأكثر شيوعًا من الحس المرافق المحرض بالعوامل الكيميائية. مع ذلك، تشمل المحرضات المتكررة كلًا من المنبهات البصرية والسمعية، على وجه الخصوص الموسيقى – ما من شأنه تفسير انتشار الصوت المصاحب للون على نطاق أوسع مقارنة بأنواع الحس المرافق الأخرى.
صنف هاينريش كلوفر الأشكال الهندسية التوافقية تحت تأثير صبار وليمز في عشرينيات القرن العشرين. أطلق على هذه الأشكال اسم ثوابت الشكل: الأنفاق، واللوالب، وشبكات قرص العسل وشبكات العنكبوت. ينطبق هذا أيضًا على كل من الهلوسة الناجمة عن الأدوية والطبيعية، اللتين تظهران في تجارب الاقتراب من الموت، والحرمان الحسي، والاستيقاظ أو السقوط في النوم ونوبات الصداع النصفي. وفقًا لكلوفر، تتألف جميع الهلوسات من مجموعة من الأشكال العائدة إلى إحدى هذه الفئات وتمتلك الهلوسات «غير النمطية» تنوعات من مختلف الفئات. تُعد ثوابت الشكل شائعة في تجارب الحس المرافق اللوني.
تعزز العقارات المخلة بالنفس الإيحائية بشكل كبير، فمن الشائع بالتالي الخلط بين الهلوسة والحس المرافق اللوني إلى حد ما؛ على وجه الخصوص مع تأثر جميع مقاييس إدراك اللون الحسي بالعوامل الكيميائية، بما في ذلك السطوع، والإشباع، والإضاءة، والتباين والصبغة. يُعتبر الحس المرافق اللوني المحرض بالأدوية، بعكس الحس المرافق اللوني الخلقي، غير متسق أو عفوي. علاوة على ذلك، تُعد المعالجة التصاعدية مسؤولة عن التجارب المختبرة تحت تأثير العقاقير، إذ لا تلعب المنبهات الخارجية والسياق دورًا حاسمًا.
تشير العديد من الدراسات، المباشرة (تحريض الحس المرافق عن قصد) وغير المباشرة (استجابة المشاركين على مجموعة من الأسئلة، بما في ذلك تلك التي تشمل تجارب الحس المرافق)، إلى أن تحريض الحس المرافق بواسطة العوامل الكيميائية أمر ممكن. مع ذلك، فإن معظم الدراسات «تعاني من عدد كبير من القيود بما في ذلك افتقارها إلى مجموعات العلاج الوهمي المضبوطة، والتعمية المزدوجة والتخصيص العشوائي».